# 박주영 (2003년)
박주영(2003년 4월 23일~)은 대한민국의 축구 선수로, 포지션은 윙어이다. 현재 화성 FC 소속이다.